# Yessentuki
Yessentukí (también transcrito como Essentukí; en cirílico Ессентуки́) es una ciudad de Rusia perteneciente al krai de Stávropol. Se trata de una de las ciudades más importantes del krai en población, tras a la capital Stávropol, Pyatigorsk, Kislovodsk y Nevinnomyssk.

## Demografía
Según el censo, en 2002 tenía una población de 81 758 habitantes, un incremento del 66 % sobre los 76 711 que tenía en 1989.

## Economía

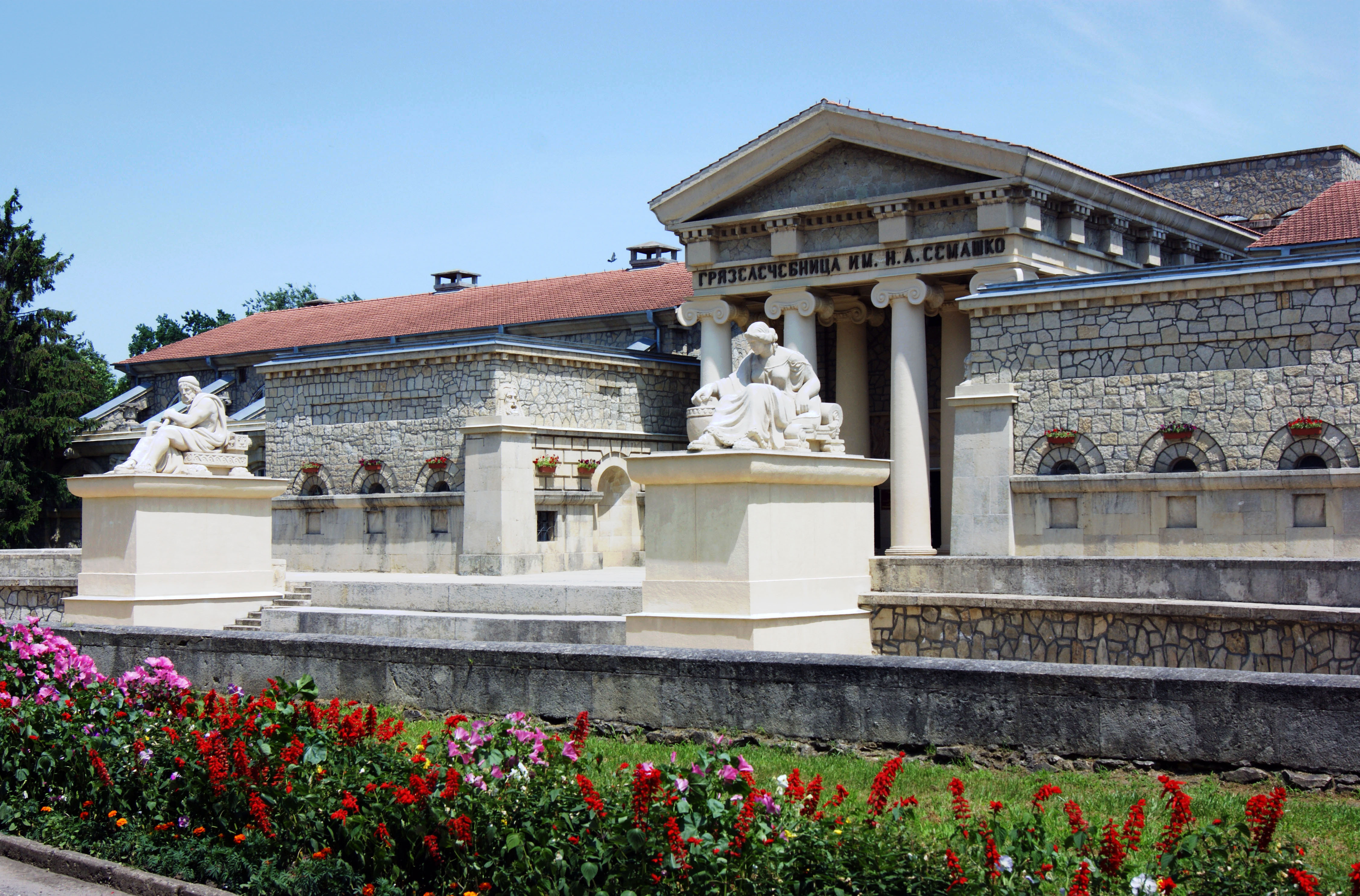
Vista de un balneario en Yessentukí

Es uno de los principales centros de turismo de balneario y de aguas termales de la región. El sector industrial de Yessentukí está especializado en la industria ligera y la alimentaria.